# Jefferson megye (Wisconsin)
Jefferson megye az Amerikai Egyesült Államokban, azon belül Wisconsin államban található. Megyeszékhelye Jefferson, legnagyobb városa Watertown. Lakosainak száma 84 900 fő (2020. április 1.). Jefferson megye Dodge, Waukesha, Walworth, Rock és Dane megyékkel határos.

## Népesség
A megye népességének változása:
| Lakosok száma | 83 680 | 83 904 | 84 351 | 84 509 | 84 559 | 84 900 |
|               | 2010   | 2011   | 2012   | 2013   | 2015   | 2020   |